# 旺文社

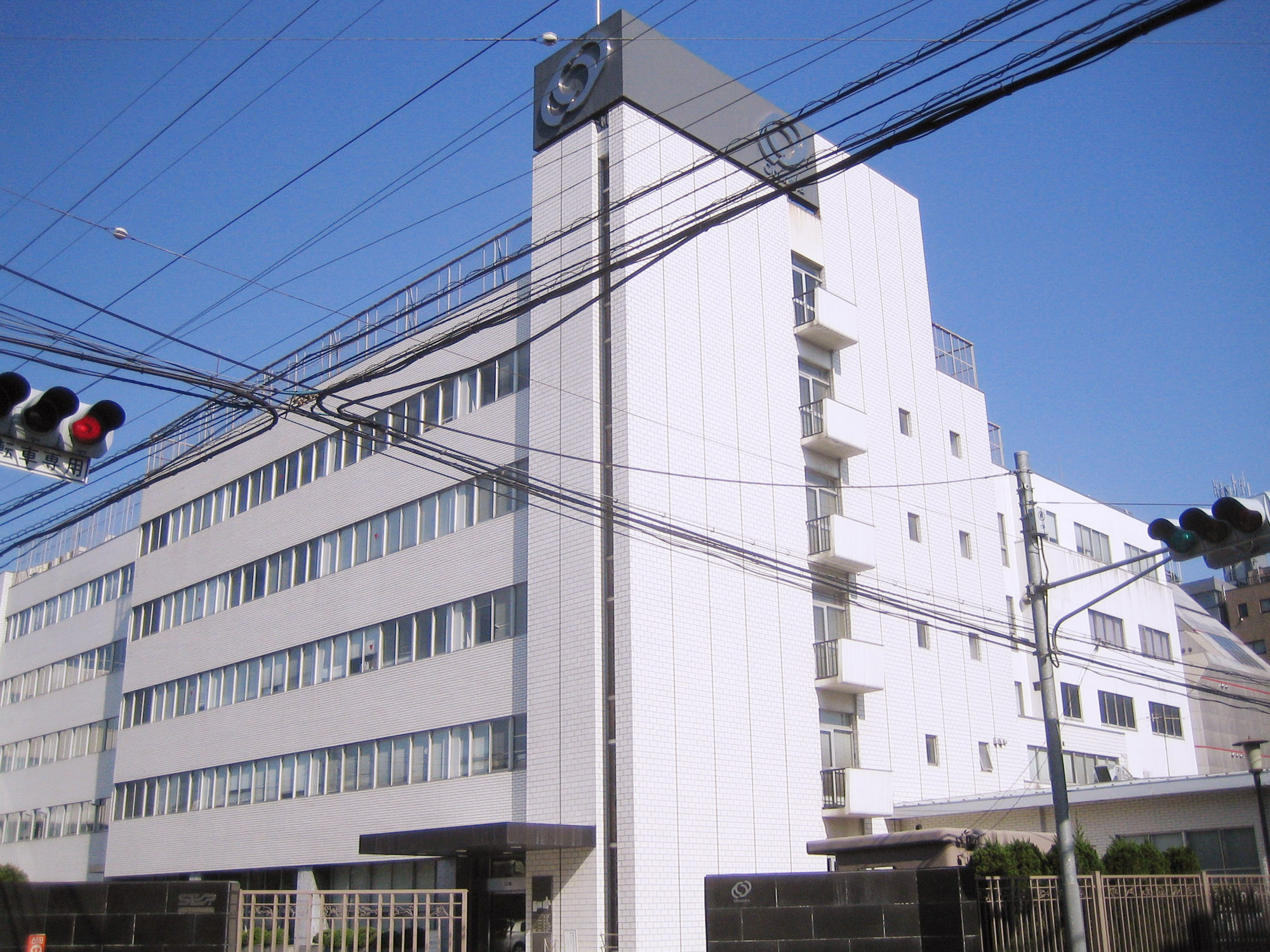

株式会社旺文社（日语：おうぶんしゃ）是日本的一家創業於1931年教育專業出版社，最初名為歐文社。旺文社曾經是文化放送、日本教育電視台（後來的朝日電視台）、富士電視台的主要股東之一。現在旺文社仍然是日經廣播電台主要股東之一。

## 外部連結
- 旺文社 （页面存档备份，存于）
- 旺文社デジタル編集部的X（前Twitter）